# Germanes Wachowski
Lana Wachowski (nascuda el 21 de juny de 1965; abans coneguda com a Larry Wachowski) i Lilly Wachowski (nascuda el 29 de desembre de 1967; abans coneguda com a Andy Wachowski) són directores, escriptores i productores de cinema i televisió nord-americanes. Les germanes són totes dues dones trans.
Conegudes com a germanes Wachowski han treballat com a equip d'escriptura i direcció durant la major part de les seves carreres. Van debutar a la direcció l'any 1996 amb Bound i van assolir la fama amb la seva segona pel·lícula, The Matrix (1999), un gran èxit de taquilla pel qual van guanyar el Premi Saturn al millor director. Van escriure i dirigir les seves dues seqüeles, The Matrix Reloaded i The Matrix Revolutions (ambdues el 2003), i van participar en l'escriptura i producció d'altres obres de la franquícia Matrix.
Després de l'èxit comercial de la sèrie Matrix, les Wachowski van escriure i produir la pel·lícula de 2005 V for Vendetta, una adaptació de la novel·la gràfica d'Alan Moore i David Lloyd, i el 2008 van estrenar la pel·lícula Speed Racer, una adaptació live-action de la sèrie d'anime japonès. La seva següent pel·lícula, Cloud Atlas, basada en la novel·la de David Mitchell i coescrita i codirigida per Tom Tykwer, es va estrenar el 2012. La seva pel·lícula Jupiter Ascending i la sèrie de Netflix Sense8, que van co-crear amb J. Michael Straczynski, va debutar el 2015; la segona temporada de Sense8 va acabar la sèrie el 2018 i va ser el primer gran projecte de Lana sense Lilly.
Des del final de la sèrie de Sense8, les Wachowski han estat treballant per separat en diferents projectes: Lilly va dirigir, escriure i produir executiu diversos episodis de Work in Progress (2019) de Showtime amb els creadors Abby McEnany i Tim Mason, mentre que Lana va filmar The Matrix Resurrections escrita amb Mitchell i Aleksandar Hemon, que es va estrenar el desembre del 2021.
Abans de dedicar-se a la indústria cinematogràfica, van dur una fusteria i escrivien guions pels còmics Ectokid (de Marvel Comics) i Hellraiser i Nightbreed (d'Epic Comics), de Clive Barker. Afirmen decantar-se per relatar històries múltiples, eludint tot allò predictible i avorrit.

## Vida personal
Lilly va contraure matrimoni amb Alisa Blasingame el 1991, i Lana el 1993 amb Thea Bloom. Bloom es va divorciar de Wachowski després de descobrir una llarga relació secreta amb Karin Winslow, una dominatrix propietaria d'un local de BDSM de Los Ángeles, The Dungeon.
Tot i que els rumors sobre la transició de gènere de Lana es van iniciar a començaments de la dècada del 2000, el seu entorn els va refusar, fins que va ser confirmat que la transició s'havia completat després d'acabar Speed Racer (2008). La primera aparició en públic com a Lana va ser en un vídeo en parlava del procés creatiu de Cloud Atlas. La Lilly va sortir de l'armari com a dona transexual el març de 2016, la seva parella es l'artista Mickey Ray Mahoney i també home transexual.

## Carreres cinematogràfiques i televisives

### Els primers projectes cinematogràfics
A mitjans de la dècada de 1990 es van dedicar a escriure pel·lícules, inclòs el guió d' Assassins el 1994, que va ser dirigit per Richard Donner i estrenat el 1995. Warner Bros. va comprar el guió i va incloure dues imatges més al contracte. Donner va tenir el seu guió "totalment reescrit" per Brian Helgeland i els Wachowski van intentar sense èxit eliminar els seus noms de la pel·lícula. Diuen que l'experiència els va donar la perspectiva que haurien de convertir-se en directors o "[no sobreviuran mai com a escriptors en aquesta ciutat".
El seu següent projecte va ser el thriller neo-noir de 1996 Bound, del qual van escriure el guió i van debutar com a directors. La pel·lícula va tenir una bona acollida pel seu estil i artesania, i va ser considerada com una de les primeres pel·lícules principals que presentava una relació entre persones del mateix sexe sense que fos central a la trama. Aprofitant el brunzit positiu, els Wachowski van demanar dirigir la seva següent pel·lícula, The Matrix.

### La franquíciaMatrix
Van completar The Matrix, una pel·lícula d'acció de ciència-ficció, el 1999. La pel·lícula és protagonitzada per Keanu Reeves com a Neo, un pirata informàtic reclutat per una rebel·lió per ajudar-los en la lluita contra les màquines que s'han apoderat del món i han situat la humanitat dins d'una realitat simulada anomenada "la Matrix". Laurence Fishburne, Carrie-Anne Moss, Hugo Weaving i Joe Pantoliano també protagonitzen. La pel·lícula va ser un èxit crític i comercial per a Warner Bros. Va guanyar quatre premis de l'Acadèmia, inclòs per "Millors efectes visuals" per popularitzar l'efecte visual bullet time. The Matrix va ser una gran influència per a les pel·lícules d'acció i ha aparegut en diverses llistes de "pel·lícules de ciència-ficció més grans". El 2012, la pel·lícula va ser seleccionada per a la seva preservació al National Film Registry per la Biblioteca del Congrés per ser "cultural, històricament i estèticament significativa".

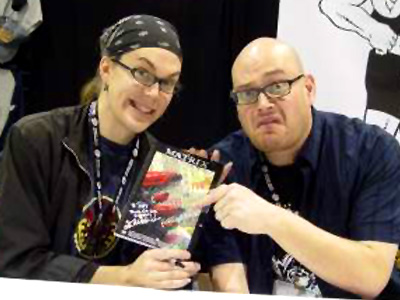
Les Wachowski a la ComicCon de San Diego de 2004

Després del seu èxit, les Wachowski van dirigir dues seqüeles adossades, The Matrix Reloaded i The Matrix Revolutions, ambdues llançades el 2003. The Matrix Reloaded va rebre una recepció crítica positiva, encara que no al nivell de l'original. Es va convertir en un gran èxit de taquilla, conservant el lloc de la pel·lícula amb classificació R més taquillera durant més d'una dècada (fins a Deadpool del 2016). The Matrix Revolutions va rebre una acollida crítica variada i va actuar només moderadament a la taquilla. Tot i que rendible, ho va ser una mica menys en comparació amb la pel·lícula original.
Durant la producció de la primera pel·lícula, les Wachowski i Spencer Lamm, que dirigien el lloc web oficial de la pel·lícula, van desenvolupar còmics basats en l'ambientació de la pel·lícula, que es van publicar gratuïtament al lloc web. Aquests i uns quants contes es van publicar en tres sèries del 1999 al 2003, amb diversos d'ells (juntament amb material nou) recollits en dos volums impresos el 2003 i el 2004. Les mateixes Wachowski van aportar "Bits and Pieces", una preqüela de la pel·lícula que explica els orígens de Matrix, amb il·lustracions de Geof Darrow, el dissenyador conceptual de la pel·lícula. Altres escriptors i artistes que van contribuir a la sèrie inclouen Neil Gaiman, Dave Gibbons, Paul Chadwick, Ted McKeever, Poppy Z. Brite i Steve Skroce.
Després que Lilly Wachowski va sortir com a transgènere, va animar a mirar enrere les obres d'ella i de Lana "a través de la lent de la nostra transitat", dient que els temes de la identitat, l'autoimatge i la transformació són evidents a The Matrix.

### Col·laboracions posteriors
El següent llargmetratge dels Wachowski va ser V de Vendetta, una adaptació de la novel·la gràfica homònima d'Alan Moore i David Lloyd, protagonitzada per Natalie Portman i Hugo Weaving. Van escriure i produir la pel·lícula amb el productor de Matrix Joel Silver, que prèviament havia comprat els drets de la pel·lícula de la novel·la gràfica. Les Wachowski van oferir la pel·lícula a James McTeigue, el primer assistent de direcció de la trilogia The Matrix, com a debut com a director. Moore no va participar en la producció, ja que estava decebut per les adaptacions anteriors de Hollywood de la seva obra, i no estava d'acord amb les diferències entre la seva novel·la gràfica i el guió. Després d'una declaració a la premsa de Silver que suposadament Moore estava emocionat d'aprendre més sobre la pel·lícula, Moore va exigir que Silver la retractés i va treure el seu propi nom dels crèdits quan no ho va fer. La història i els temes controvertits de la pel·lícula han estat criticats i elogiats per grups sociopolítics. Es va estrenar el 2005 i va tenir una bona acollida per la crítica; va ser un èxit de taquilla però no va ocupar l'escala de les pel·lícules de The Matrix. La pel·lícula va popularitzar la imatge de la màscara de Guy Fawkes, ja que la versió dissenyada per David Lloyd per a la novel·la gràfica i utilitzada a la pel·lícula va ser adoptada com a símbol pel grup hacktivista en línia Anonymous dos anys més tard.
L'any 2006, Silver va contractar les Wachowski i McTeigue per renovar The Invasion per a Warner Bros. L'estudi va quedar decebut amb la pel·lícula produïda pel director Oliver Hirschbiegel i va contractar les Wachowski per reescriure una part del guió i afegir noves escenes d'acció, que McTeigue. dirigit. La pel·lícula, la quarta adaptació de la novel·la The Body Snatchers, es va estrenar el 2007 i no va ser un èxit de crítica ni de taquilla. Les Wachowski i McTeigue no estan acreditats a la pel·lícula.
Les Wachowski van tornar a dirigir amb Speed Racer (2008) protagonitzat per Emile Hirsch. La pel·lícula, que va tornar a ser produïda per Silver, era una adaptació d'una sèrie de manga japonesa dels anys 60 anomenada originalment Mach GoGoGo, que abans havia estat adaptada com a sèrie de televisió d'anime el 1967. Les Wachowski es van sentir atretes pel projecte perquè la sèrie era el primer anime que havien vist i volien fer una pel·lícula familiar perquè les seves nebodes i nebots la gaudissin. En un esforç per simular l'aspecte de l'anime en acció en directe, les Wachowski van fer que el director de fotografia David Tattersall rodés la pel·lícula digitalment en un backlot digital amb la intenció d'afegir efectes visuals amplis en la postproducció. La pel·lícula va ser considerada un fracàs crític i comercial. Tot i que els seus efectes especials es van assenyalar com a excel·lents, la història es considera mancada. Va ser nominat en la categoria de "Pitjor precuela, remake, estafa o seqüela" als 29è premis Golden Raspberry. La seva recaptació de taquilla va ser de 93 dòlars milions en comparació amb un pressupost de producció de 120 dòlars milions. Des de llavors, els crítics han posat periòdicament la pel·lícula en llistes de pel·lícules subestimades o de culte.
El següent projecte cinematogràfic de les Wachowski va ser Ninja Assassin, una pel·lícula d'arts marcials protagonitzada per Rain, que es va estrenar el 2009. Es va inspirar en l'escena de lluita de Rain a Speed Racer. Va ser produït pels Wachowski en la seva última participació amb Silver i dirigit per McTeigue. El guió va ser escrit per Matthew Sand i J. Michael Straczynski, a qui les Wachowski van trucar sis setmanes abans del rodatge per demanar-li una reescriptura total completada en una setmana, perquè estaven insatisfets amb els esborranys anteriors i es quedava sense temps. Ninja Assassin va rebre crítiques negatives i va actuar de manera tèbia als cinemes, però respectablement al vídeo casolà.
La seva següent sortida com a directora va ser Cloud Atlas, que va ser una adaptació de la novel·la homònima de David Mitchell del 2004 i protagonitzada per un repartiment que incloïa Tom Hanks i Halle Berry. Cloud Atlas va ser escrit i dirigit en col·laboració amb el cineasta alemany Tom Tykwer, a qui els Wachowski havien presentat la novel·la uns quants anys abans. Les cineastes no van aconseguir el finançament d'un estudi (estalvi de 20 dòlars milions per Warner Bros.) i la pel·lícula es va produir de manera independent després de molts problemes. Amb un pressupost de més de 100 dòlars milions va ser assenyalada com la pel·lícula independent més cara fins a aquesta data i el primer intent de superproducció alemanya. La pel·lícula es va estrenar al 37è Festival Internacional de Cinema de Toronto el setembre de 2012 per ser aclamada i va rebre una gran i llarga ovació. En el seu llançament general un mes després, va rebre crítiques polaritzades i finalment va aparèixer a les llistes de "Millor pel·lícula" i "Pitjor pel·lícula". Les crítiques generals van ser mixtes i positives. La pel·lícula va rebre nombroses nominacions i premis, especialment pels seus aspectes tècnics, incloses 10 nominacions al German Film Award, dels quals va guanyar cinc. També va rebre cinc nominacions als Premis Saturn, dels quals en va guanyar dues. A David Mitchell li va agradar el guió de Cloud Atlas, va passar una estona al plató (incloent-hi filmant un cameo) i va tenir una impressió positiva sobre el resultat. Segons els Wachowski, la pel·lícula va ser la més difícil de fer de les seves pel·lícules, la de la qual estan més orgullosos i la que els han explicat ha tocat més la vida de la gent. Creuen que Cloud Atlas serà la pel·lícula per la qual se'ls recordarà.

Lana al Festival Internacional de Cinema de Toronto 2012

Els Wachowski van produir i dirigir posteriorment Jupiter Ascending, un guió original d'òpera espacial que van escriure. La pel·lícula es va estrenar el 2015. És protagonitzada per Channing Tatum i Mila Kunis, i compta amb els col·laboradors habituals dels Wachowski John Gaeta en efectes visuals i Kym Barrett en vestuari. Segons Deadline, el fracàs financer i crític de Jupiter Ascending va fer que la seva relació comercial amb Warner Bros, que va començar amb la franquícia The Matrix, s'acabés.
El seu següent projecte va ser la sèrie dramàtica de ciència-ficció de Netflix Sense8, creada i escrita amb J. Michael Straczynski. Sense8 compta amb un repartiment internacional i es va rodar a diverses ciutats del món. Els Wachowski van dirigir la majoria dels episodis de la primera temporada, amb la resta a càrrec de McTeigue, Tykwer i el seu supervisor d'efectes visuals a les seves pel·lícules, Dan Glass, en el seu debut com a director. La primera temporada es va estrenar el 2015 amb crítiques generalment positives, especialment per l'escala de la producció i la presentació de personatges i temes diversos i LGBT, guanyant el premi GLAAD Media Award a la millor sèrie dramàtica. També va rebre una nominació als premis Primetime Emmy com a millor tema musical original del títol principal. Després de la primera temporada, Lilly es va fer un descans, per al que va resultar ser la resta de la sèrie. Un especial de Nadal es va estrenar el 23 de desembre de 2016, i la resta de la segona temporada del programa es va estrenar el maig de 2017. Posteriorment, la tercera temporada es va cancel·lar i Sense8 va concloure amb un final de dues hores que es va emetre el juny de 2018.
El juny de 2016, l'Acadèmia d'Arts i Ciències Cinematogràfiques va convidar els Wachowski a unir-se a les seves files.

### Projectes en solitari
El maig de 2019, es va informar que Lilly coescriuria i co- projectaria la primera temporada de vuit episodis de la sèrie de comèdia i drama Work in Progress, creada per Abby McEnany i Tim Mason per a Showtime. La sèrie es va estrenar el desembre de 2019. El gener de 2020, la sèrie es va renovar per a una segona temporada de 10 episodis, amb la qual Lilly continuaria involucrada.
L'agost de 2019, es va anunciar que Lana tornaria per escriure, dirigir i produir la quarta entrega de la sèrie Matrix, amb Reeves i Moss també repetint els seus papers; és la primera pel·lícula feta només per un dels Wachowski. Lana va escriure el guió amb David Mitchell i Aleksandar Hemon. La pel·lícula es va estrenar el desembre de 2021.

## Filmografia
| Any  | Pel·lícula                                  | Com a      | Com a      | Com a       | Com a                  | Notes                                                                                              |
| Any  | Pel·lícula                                  | Directores | Guionistes | Productores | Productores executives | Notes                                                                                              |
| ---- | ------------------------------------------- | ---------- | ---------- | ----------- | ---------------------- | -------------------------------------------------------------------------------------------------- |
| 1995 | Assassins                                   |            | Sí         |             |                        | Encara que el seu guió va ser completament refet pel guionista Brian Helgeland, surten als crèdits |
| 1996 | Llaços ardents (Bound)                      | Sí         | Sí         |             | Sí                     | |
| 1999 | Matrix (The Matrix)                         | Sí         | Sí         |             | Sí                     | |
| 2003 | The Animatrix                               |            | Sí         | Sí          |                        | |
| 2003 | Matrix Reloaded (The Matrix Reloaded)       | Sí         | Sí         |             | Sí                     | |
| 2003 | Matrix Revolutions (The Matrix Revolutions) | Sí         | Sí         |             | Sí                     | |
| 2006 | V de Vendetta (V for Vendetta)              |            | Sí         | Sí          |                        | També van treballar de segona unitat, però no surt als crèdits                                     |
| 2008 | Speed Racer                                 | Sí         | Sí         | Sí          |                        | |
| 2009 | Ninja Assassin                              |            |            | Sí          |                        | |
| 2012 | Cloud Atlas                                 | Sí         | Sí         | Sí          |                        | Codirigida amb Tom Tykwer                                                                          |
| 2015 | El destí de Júpiter (Jupiter Ascending)     | Sí         | Sí         | Sí          |                        | |

## Estil i influències
J. Michael Straczynski, que ha treballat amb els Wachowski a Ninja Assassin i Sense8, ha dit que les germanes li van dir que estaven llegint la seva columna sobre l'escriptura de guions per a la revista Writer's Digest, per inspirar-se i donar-hi consells. Straczynski va col·laborar a la revista de 1981 a 1991.
El 1998, en el context d'explicar com van començar a fer cinema, els Wachowski van esmentar el llibre de Roger Corman How I Made A Hundred Movies in Hollywood and Never Lost a Dime, i van indicar, entre riures, que els agradaven les seves pel·lícules, i va començar per voler "fer una pel·lícula de terror de baix pressupost". En la mateixa entrevista van afirmar que se sentien afalagats, després de la seva primera pel·lícula, per les comparacions que altres havien fet entre ells i els germans Coen, que havien "fet cinc, potser sis grans pel·lícules..." en aquell moment.
Parlant amb Bernard Weintraub de The New York Times l'abril de 1999, els Wachowski van esmentar explícitament que es van preparar per a la seva primera producció de Matrix estudiant les obres de John Woo "i d'altres cineastes de Hong Kong", així com llegint i rellegint l'Odissea d'Homer, i estudiant les obres de John Huston, Stanley Kubrick, Fritz Lang, George Lucas, Ridley Scott i Billy Wilder.
Mark Miller, que va escriure a Wired el 2003, també va enumerar Homer, Hermann Hesse, Fiódor Dostoievski i el filòsof Cornel West. En una entrevista amb Gadfly l'any 1998 (després de la seva primera pel·lícula), els Wachowski van reiterar la seva influència o gaudi d'Huston (per exemple, Treasure of the Sierra Madre ) i Wilder (per exemple, Sunset Boulevard i Lost Weekend ), i van afegir-hi els impactes. d'Alfred Hitchcock (per exemple, Strangers on a Train i Psycho ), Roman Polanski (per exemple, Repulsion ) i Francis Ford Coppola (les pel·lícules de Godfather i The Conversation ).
Ken Wilber ha estat citat com a influència.
Els Wachowski admeten el seu amor per explicar històries de diverses parts. "Com que hem crescut amb els còmics i l'trilogia de Tolkien, una de les coses que ens interessen és portar la ficció en sèrie al cinema", ha dit Lana. La Lilly diu: "Pensem que les pel·lícules són bastant avorrides i previsibles. Volem caure amb les expectatives del públic". Pel que fa als temes expressats en el seu cos de treball, Lana ha citat "la naturalesa inexplicable de l'univers [estar] en diàleg constant amb la nostra pròpia consciència i la nostra consciència afecta realment la naturalesa inexplicable de l'univers". "interconnectivitat i sobre la veritat sota la superfície", "la paradoxa de l'elecció i la falta d'elecció", "transcendència... transcendent caixes arquetípiques, estereotips", "raça... un component important" i "El gènere... és un dels nostres temes culturals més significatius".
Els Wachowski van citar l'art de l'artista de còmics Geof Darrow com una influència en l'aspecte de The Matrix. A més, van dir que Ghost in the Shell, Ninja Scroll i Akira eren animes que els van inspirar, dient "en l'anime, una cosa que fan que vam intentar portar a la nostra pel·lícula era una juxtaposició de temps i espai en ritmes d'acció".
Els Wachowski van citar 2001: A Space Odyssey de Stanley Kubrick com una influència important per a Cloud Atlas. Van veure la pel·lícula per primera vegada quan tenien deu i set anys, respectivament.
Lana ha estat més influenciada per 2001: A Space Odyssey, Blade Runner, Ma vie en rose i My Neighbor Totoro. Tots dos Wachowski són fans de les pel·lícules d'anime Ghost in the Shell, Akira, Wicked City, Ninja Scroll i Fist of the North Star.
Cap dels llançaments de vídeos casolans de les seves pel·lícules inclou escenes esborrades. Lana diu que, malgrat que sovint han de tallar escenes de les seves pel·lícules, no volen incloure escenes suprimides en aquests llançaments, ja que això suggereix que les seves pel·lícules pateixen d'incompletesa. Els encanten els seus productes acabats i els creuen complets. Per la mateixa raó, no han estrenat les seves pel·lícules per a vídeo domèstic amb talls de director o ampliats. També eviten gravar pistes de comentaris d'àudio, havent participat només en la pista gravada per al LaserDisc de Bound. Les germanes diuen que van aprendre que oferir una interpretació de les seves pel·lícules significa que els espectadors seran menys propensos a expressar la seva pròpia interpretació.